# 松平康雄
松平 康雄（まつだいら やすお）は、江戸時代前期の旗本。

## 経歴
松平康命の子として生まれる。慶安2年（1649年）12月14日、父の遺跡を継ぎ、寄合に列する。天和3年（1683年）8月29日に新居奉行となり、12月28日に布衣の着用を許される。元禄7年（1694年）職を辞し、元禄8年（1695年）1月21日に55歳で死去。

## 系譜
- 父：松平康命
- 正室：森長継の娘（関長政養女）
- 長男：松平康忠
- 次男：松平康直
- 三男：松平康実
- 養子：松平康納 - 松平康富の子[注釈 1]
- 養子：松平親喜 - 森容甫の次男、松平甫昌の養子